# Neber-Umlagerung
Die Neber-Umlagerung ist eine Namensreaktion der Organischen Chemie. Sie wird benutzt, um α-Aminoketone aus Ketonen herzustellen. Sie ist nach dem deutschen Chemiker Peter Neber (1883–1960), der sie 1926 entdeckte, benannt. Tatsächlich handelt es sich nicht um eine Umlagerung, wie man zur Zeit der Entdeckung dachte, sondern um eine Aminierung.

## Reaktionsmechanismus
Hierzu wird das Keton zunächst mit Hydroxylamin zum Oxim umgesetzt. Das Sauerstoffatom des Oxims wird sodann mit p-Toluolsulfonsäurechlorid zum Tosylat umgesetzt. Zur Deprotonierung der Hydroxygruppe wird eine Base, wie beispielsweise Pyridin, verwendet. Das so erhaltene tosylierte Oxim wird im nächsten Schritt mit einer starken Base umgesetzt, die das C,H-acide Proton in α-Position zum Oxim entfernt. Als Basen eignen sich beispielsweise Alkoholate wie Natriummethanolat oder Natriumethanolat. Das so gebildete Carbanion greift nun nukleophil am Stickstoff des Oxims an, wobei ein Tosylation, als gute Abgangsgruppe, aus dem Molekül austritt. Das somit gebildete Derivat des Azirins kann nun hydrolysiert werden, wodurch das gewünschte aminierte Keton entsteht.